# Emmanuel Poirier
Pour les articles homonymes, voir Poirier (homonymie).
Emmanuel Poirier, né le 13 octobre 1898 à Paris 17e où il est mort le 10 mars 1952, est un peintre, graveur et illustrateur français.

## Biographie
Fils de Blanche Hentz, giletière, et de Jean-Baptiste Emmanuel Poirier, teinturier, couple d'origine parisienne, Emmanuel devient artiste peintre, exposant à partir de 1923 au Salon des indépendants, des toiles en un style influencé par le cubisme. Il expose dans les années 1930 au Salon d'automne et à la galerie Billiet-Pierre Vorms, rue  La Boétie.
Emmanuel Poirier épouse en premières noces Marie Marcelle Michelet le 9 août 1917 à la mairie de Paris 16e ; puis en secondes noces Marcelle Limerle, le 23 octobre 1928, également à la mairie de Paris 16e.

## Œuvre
Une grande partie de sa production prend la forme de gravures sur bois et de lithographies, destinées à l'illustration d'ouvrages. Il a collaboré à la collection Le Livre moderne illustré, à la Revue française politique et littéraire, à Paris-Soir (de 1936 à 1939), aux revues professionnelles comme Xylographie dirigée par Léon Cadenel, et à Arts et Métiers graphiques.
Il faisait partie de la Société de la gravure sur bois originale et de La Samothrace, l'association qui regroupait les artistes mutilés ou blessés durant la Première Guerre mondiale.
On compte aussi des catalogues et des affiches publicitaires, signées « Atelier Emmanuel-Poirier », dans les années 1930-1950.

### Ouvrages illustrés
- Pol Brax [Gilberte Dupin], Tiakou hanaho, tango pour piano, partition illustrée, R. Deiss, 1926.
- Joseph d'Arbaud, La Bête du Vaccarès, bois gravés, préface de Charles Maurras, éd. Bernard Grasset, 1926.
- Georges Imann, La Méridienne, avec des vignettes, éd. Bernard Grasset, 1926.
- André Maurois, Meïpe ou la délivrance, Le Livre moderne illustré, 1927.
- Georges Clemenceau, Claude Monet. Les Nymphéas, Plon, 1928.
- Jacques Chevalier, Henri Bergson, bois gravés, Éditions de la Lampe d'argile, 1928.
- Lucie Delarue-Mardrus, Rédalga, Le Livre moderne illustré n° 139, 1931.
- Henry de Montherlant, La Relève du matin, Les Deux Sirènes, 1933.
- Georges Normandy, Les poissons de la Riviera, Le Livre moderne illustré n° 366, 1943.
- Ernest Fornairon, Les dieux du Rhin, Les Publications techniques, 1943.
- Alphonse Daudet, La Chèvre de monsieur Seguin, Éditions Colbert, 1945.
- Alphonse Daudet, L'Élixir du révérend père Gaucher, Éditions Colbert, 1946.
- Alphonse Daudet, Le Curé de Cucugnan, Éditions Colbert, 1946.
- Honoré de Balzac, Les Chouans, Les Publications techniques, 1947.